# تپه چای قراقی
تپه چای قراقی مربوط به هزاره سوم و ۲ و ۱ قبل از میلاد است و در شهرستان مراغه، بخش سراجو، دهستان سراجوی جنوبی، ۱۸۰ متری روستای قره کند صدقی واقع شده و این اثر در تاریخ ۱۸ اسفند ۱۳۸۷ با شمارهٔ ثبت ۲۵۱۹۶ به‌عنوان یکی از آثار ملی ایران به ثبت رسیده است.